# Yussi Diarra
Youssouf Diarra (Bamako, 13 de septiembre de 1998), conocido deportivamente como Yussi Diarra, es un futbolista maliense que juega en la posición de centrocampista en el Cádiz C. F. de la Segunda División de España.

## Trayectoria

### Inicios en Lleida y Pamplona
Youssouf nació en Bamako, donde vivió los primeros años de su vida. En 2006 emigró a la localidad ilerdense de Cervera junto a su hermano mayor para vivir con sus padres, que se habían trasladado poco antes para trabajar en una granja. Comenzó a jugar en categoría alevín en las filas del CEF Cervera. Tras cinco temporadas, se incorporó a la U. E. Tárrega y, poco después, jugó una campaña en la U. E. Lleida juvenil.
En 2015 se trasladó a Navarra y comenzó a jugar en las filas del C. D. Ardoi de Zizur Mayor, también en categoría juvenil. De cara a la temporada 2016-17 firmó por la UDC Txantrea de la Tercera División. En febrero de 2017 pasó una prueba en Lezama disputando un partido con diversos jugadores sub-23 de clubes convenidos de Tercera y Segunda B.

### Athletic Club
En junio de 2017 se incorporó al Athletic Club para jugar en su segundo filial, el C. D. Basconia, después de haber anotado quince tantos con el equipo chantreano. Pasó tres campañas en el C. D. Basconia, donde fue mejorando sus registros. En su tercera temporada fue máximo goleador del equipo con trece tantos.
De cara a la campaña 2020-21 promocionó al Bilbao Athletic de Segunda División B. El 24 de enero de 2021 anotó su primer gol como rojiblanco en un empate a uno frente al Racing de Santander.

### Córdoba Club de Fútbol
El 13 de julio de 2022 se incorporó al Córdoba Club de Fútbol firmando un contrato de dos temporadas. El 4 de septiembre, en su segundo encuentro con el club cordobés, marcó su primer gol como blanquiverde en un triunfo frente al C. F. Fuenlabrada (3-0).
En su segunda temporada fue clave en el ascenso a Segunda División del cuadro cordobés.

### C. D. Tenerife
En julio de 2024 se incorporó al C. D. Tenerife de Segunda División.